# Direcció general de Migracions
La Direcció general de Migracions és un òrgan de gestió del Ministeri de Treball, Migracions i Seguretat Social que depèn orgànicament de la Secretaria General d'Immigració i Emigració i s'encarrega, entre altres funcions, de la gestió dels programes de subvencions i ajudes destinats a la població espanyola a l'exterior i retornada. Fins 2008 era la Direcció general d'Emigració.

## Funcions
Les funcions de la direcció general són:
- L'elaboració de projectes normatius i la realització d'informes sobre matèries relacionades amb la immigració i l'emigració, així com la preparació de propostes normatives relacionades amb l'elaboració, aprovació, transposició i aplicació de normes de la Unió Europea o d'àmbit internacional, en matèries de la seva competència.
- L'elaboració d'instruccions de desenvolupament normatiu en l'àmbit de la Direcció general dirigides als òrgans perifèrics de l'Administració General de l'Estat.
- El suport tècnic de la participació en l'àmbit de la Unió Europea i d'altres organitzacions internacionals en matèria de migracions, sense perjudici del previst en l'article 2.3; així com la coordinació, com a punt de contacte nacional, de la Xarxa Europea de Migració a Espanya.
- L'ordenació i gestió dels procediments de concessió d'autoritzacions previstes en la normativa general sobre estrangeria i immigració o una altra normativa la resolució de la qual correspongui a la Direcció general de Migracions.
- La coordinació funcional amb altres centres directius i amb les oficines d'estrangeria, així com el suport als òrgans perifèrics de l'Administració General de l'Estat, i el seguiment de la seva actuació en procediments d'autoritzacions de treball i residència, o en matèries d'immigració de la seva competència.
- La proposta justificada de necessitats de mitjans i infraestructures per a la gestió de procediments d'immigració i la coordinació per a la seva implantació pels òrgans competents
- L'ordenació de la gestió col·lectiva de contractacions en origen, els processos de selecció i contractació de treballadors estrangers als seus països d'origen, o estrangers documentats amb visats de cerca d'ocupació, així com el suport als treballadors seleccionats i seguiment de les contractacions.
- L'atenció als espanyols en l'exterior i retornats.
- El reconeixement i gestió de prestacions econòmiques i ajudes assistencials destinades a espanyols en l'exterior i retornats.
- L'assistència sanitària, al seu país de residència, als espanyols d'origen beneficiaris de prestacions econòmiques.
- La gestió dels programes de subvencions i ajudes destinats als espanyols en l'exterior i retornats.
- La coordinació funcional de l'actuació dels òrgans perifèrics de l'Administració General de l'Estat amb competències en matèria d'emigrants retornats.

## Estructura
De la Direcció general de Migracions depenen, amb nivell orgànic de subdirecció general:
- Subdirecció General de Règim Jurídic
- Subdirecció General d'Immigració.
- Subdirecció General d'Emigració.

### Organismes adscrits
- Consell General de la Ciutadania Espanyola a l'Exterior.

## Titulars
- Jesús Ramón Copa Novo (2004-2005) (com a D.G d'Emigració)[3]
- Agustín Torres Herrero (2005-2008) (com a D.G d'Emigració)
- Aurelio Miras Portugal (2012 - gener 2017)[4]
- Ildefonso de la Campa Montenegro (gener 2017 - 22 de juny de 2018)[5][6]
- Agustín Torres Herrero (23 juny 2018 -)[7][8]